# Serenad Uyar
Serenad Uyar, nom de scène de Burçu Uyar, est une cantatrice, née en 1978 à İnegöl (Turquie),.
Soprano colorature, elle est considérée comme une des chanteuses les plus talentueuses de la jeune génération.

## Biographie
Parallèlement à des études de piano et de guitare, Serenad Uyar découvre le chant. Ses qualités de musicienne et ses facilités vocales lui valent d'obtenir ses prix de conservatoire. Remarquée par les professionnels, elle fait ses premiers pas sur scène dans le rôle d'Olympia dans Les Contes d'Hoffman de Jacques Offenbach. 
Elle remporte ensuite le concours As.Li.Co à Milan et rejoint l'Europe. Elle rejoint ensuite le Cnipal de Marseille et chante Anna dans Maria Stuarda de Donizetti à l'Opéra de Marseille, la partie soprane dans Le Christ au mont des Oliviers de Beethoven au Festival de musique sacrée, dirigé par Kenneth Montgomery. Cette même année, elle chante à Istanbul et à Canakkale dans Carmina Burana de Carl Orff et dans la Neuvième Symphonie de Beethoven sous la direction d'Ibrahim Yazici.
En 2006, elle est engagée pour le rôle de la Reine de la Nuit dans La Flûte enchantée de Mozart au théâtre de Nantes dans une mise en scène de Moshe Leiser et Patrice Caurier, puis le pianiste Fazil Say lui confie la partie soprane pour l'enregistrement d'un CD, dans une œuvre de sa composition, The Meltin Altiok Oratorio, qu'ils interpréteront au Festival d'Istanbul, avant de remporter le premier prix du concours « Début 2006 » à Bad Mergentheim en Allemagne. 
Elle interprète la Reine de la nuit en 2007 au théâtre de Mannheim et au Deutsche Oper de Berlin. En 2008, elle est invitée par La Scala de Milan pour interpréter la partie soprane dans Carmina Burana de Carl Orff, qu'elle reprendra au Deutsche Oper de Berlin et fera sa première Lucia dans Lucia di Lammermoor de Donizetti dans ce même théâtre. En 2009, elle est Lucia à l'opéra de Dijon et aborde le rôle de Manon dans Manon de Jules Massenet au théâtre de Nantes dans une mise en scène de Renée Auphan et Yves Coudray, puis la Reine de la nuit à l'opéra de Düsseldorf ainsi qu'au Deutsche Oper de Berlin où elle chante également Gilda dans Rigoletto de Verdi. 
Durant la saison 2010-2011, elle a été la Reine de la nuit à Salzbourg pour la semaine Mozart sous la direction de René Jacobs, a chanté les rôles de Violetta dans La Traviata de Verdi, Lucia dans Lucia di Lammermoor de Donizetti ainsi que sœur Constance dans Les Dialogues des Carmélites à Berlin et a abordé pour la première fois le rôle de Donna Anna dans Don Giovanni de Mozart à l'opéra de Marseille puis à Berlin quelques mois plus tard. Elle a également été invitée à Athènes pour l'enregistrement d'un CD en première mondiale de l'opéra de Gluck Il Trionfo di Clelia dans lequel elle chante le rôle de Larissa sous la direction du maestro George Petrou.
Durant la saison 2011-2012, elle interprète les rôles de Lucia dans Lucia di Lammermoor de Donizetti, de la Reine de la nuit dans La Flûte enchantée de Mozart, de Donna Anna dans Don Giovanni de Mozart et de Larissa dans Il Trionfo di Clelia de Glück, dans les opéras de Padoue, Rovigo, Berlin, Marseille, Athènes, Mannheim, Londres, Karlsruhe, Hambourg et Tel Aviv ainsi qu'en concert avec l'orchestre symphonique d'Izmir.
En 2012-2013, elle a interprété les rôles de Donna Anna dans Don Giovanni de Mozart sous la direction de Roberto Abbado au théâtre Petruzzelli de Bari, pour la première fois Juliette dans Roméo et Juliette de Gounod à Sassari, la Reine de la nuit dans La Flûte enchantée de Mozart sous la direction de René Jacobs au cours d'une tournée européenne qui la conduira à Amsterdam, Bruxelles, Rome, Barcelone et Lisbonne, puis à l'opéra de Stuttgart, Lucia dans Lucia di Lammermoor de Donizetti au Deutsche Oper de Berlin, Violetta dans La Traviata de Verdi à Lecce, Larissa dans Il Trionfo di Clelia au théâtre de Bologne puis dans la Symphonie numéro 8 de Gustav Mahler et pour la première fois dans le rôle de Mimi dans La Bohème de Puccini à Ankara. 
Serenad Uyar a commencé la saison 2013-2014 à Leipzig avec la Reine de la nuit dans La Flûte enchantée de Mozart, rôle qu'elle a ensuite repris au Deutsche Oper de Berlin, ainsi que Lucia dans Lucia di Lammermoor et Donna Anna dans Don Giovanni de Mozart dans ce même théâtre. L'opéra de Marseille l'a ensuite accueillie dans le rôle de Lucia dans Lucia di Lammermoor avant d'aller chanter Donna Anna dans Don Giovanni de Mozart au théâtre de Gand/Anvers.
En 2014-2015, elle a chanté les rôles de la Reine de la nuit dans La Flûte enchantée, Lucia dans Lucia di Lammermoor, Mimi dans La Bohème dans les théâtres de Vichy, Marseille, Berlin Deutsche Oper, Berlin Komische Oper, Berlin Staatsoper unter den Linden, Copenhague, Ankara et Leipzig ainsi que plusieurs concerts tout au long de la saison. 
L’ouverture de la saison 2015-2016 s’est faite à l’opéra de Florence avec le rôle de Lucia dans Lucia di Lammermoor, puis c’est à l’opéra de Liège qu’elle a repris le rôle de la Reine de la nuit dans La Flûte enchantée avant de retourner au Deutsche Oper de Berlin pour ce même rôle. Ensuite, c’est à l’opéra de Massy qu’elle chante une nouvelle fois Lucia dans Lucia di Lammermoor.
En 2024, elle interprète le rôle de Konstanze dans Die Entführung aus dem Serail de Mozart dans une production Clermont Auvergne Opéra en coproduction avec l'Opéra de Reims dirigé par Adrien Ramon, mise en scène de Laurent Serrano. 

### Titres et récompenses
- 2006 - 1er prix du European Opera Singing Competition DEBUT, à Mannheim (Allemagne)[4].
- 2006 - 3e prix du Leyla Gencer Voice Competition à Istanbul (Turquie)[5].
- 2011 - Élue chanteuse d'opéra de l'année aux Donizetti Classique Music Awards[6]

### Enregistrements
- Gluck : Il Trionfo di Clelia

## Sources
- Centre national d'artistes lyriques
- Deutsche Oper Berlin
- My Taratata
- Today's Zaman
- Concerts.fr
- Operabase